# Beñat Etxebarria
Beñat Etxebarria Urkiaga (Yurre, Vizcaya, 19 de febrero de 1987), conocido deportivamente como Beñat, es un exfutbolista español que jugaba como centrocampista. 
Fue internacional en cuatro ocasiones con la selección española. Se retiró en 2021 en las filas del Macarthur Football Club de la A-League, después de haber destacado en el Real Betis y en el Athletic Club.

## Trayectoria

### Athletic Club
Ingresó en los alevines del Athletic Club en 1998 y fue promocionando en todas las categorías inferiores, compartiendo vestuario desde su inicio con Markel Susaeta. En época cadete jugó una final contra el F. C. Barcelona de Messi, Gerard Piqué y Cesc Fàbregas. Beñat debutó en el primer equipo del Athletic Club, en la temporada 2006-2007, en Pamplona, el 29 de octubre de 2006 ante el C.A. Osasuna, donde jugó seis minutos. Tras tres temporadas en el Bilbao Athletic y, no contar para Joaquín Caparrós, tuvo que salir después de diez años en el club.

### U.B Conquense
En el verano de 2008 se marchó cedido a la U.B. Conquense donde disputó 34 partidos de Liga en los que anotó 6 goles (cuatro de penalti). También anotó un gol en un partido disputado en Copa ante el Cádiz.

### Real Betis Balompié
Temporada 2009-10

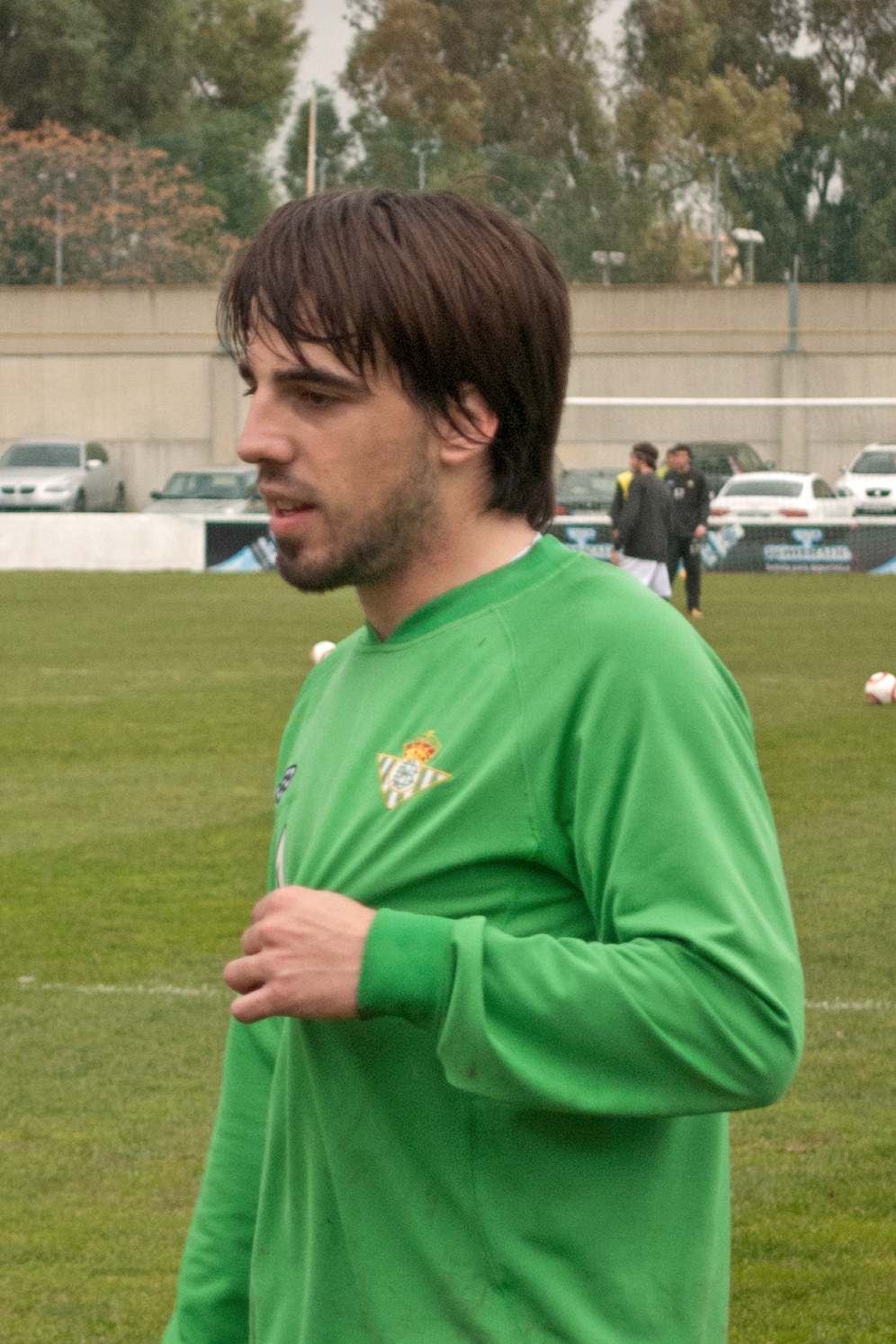
Beñat durante su estancia en el Real Betis.

En el verano de 2009, tras haber pasado la temporada cedido en la U.B. Conquense, el Athletic Club decide no renovarle su contrato, fichando por el Real Betis Balompié, que venía siguiéndolo desde la mitad de la temporada anterior. El club verdiblanco lo integra en el filial, donde jugó en la temporada 2009/10 en la Segunda División B. Según Miguel Valenzuela entonces coordinador de la cantera bética "Era el mejor mediocentro de la Segunda B del Grupo IV". En el filial verdiblanco anotó un gol de falta directa al filial sevillista.
Temporada 2010-11
En el verano de 2010, cuando el Real Betis se encontraba en Segunda División, Pepe Mel no contó con Beñat en la pretemporada, sin embargo al lesionarse antes del primer partido de Liga varios jugadores como Arzu, Juande o Cañas, fue subido al primer equipo. Debutó el 29 de agosto de 2010, en la primera jornada, contra el Granada C.F., que ganó el Real Betis por 4-1. En su segundo partido, en Copa del Rey ante la U.D. Salamanca, anotó un auténtico gol de disparo lejano. Su primer gol en Segunda División llegó en la tercera jornada, ante el Elche, de lanzamiento directo de falta. Tuvo un papel decisivo en el ascenso verdiblanco jugando 36 partidos y marcando cuatro goles. Según manifestó Mel, «...en Segunda, creció mucho y aprendió lo que le faltaba, el oficio de ser futbolista».
Temporada 2011-12
Su debut en Primera División con el Betis se produjo en la primera jornada, el 27 de agosto de 2011, frente al Granada. En la tercera jornada, frente al Athletic Club, marcó su primer gol en Primera División con un disparo de falta directa.
En el partido de la primera vuelta, frente al Sevilla F. C. anotó otro tanto de falta directa. En el partido de vuelta, disputado el 2 de mayo de 2012 en el Estadio Ramón Sánchez-Pizjuán, Beñat consiguió dos nuevos goles de falta directa que dieron la victoria a su equipo frente al eterno rival, la primera anotada en el minuto 42, la segunda de ellas en el minuto 92, falta que fue lanzada por debajo de la barrera. Beñat se consagró en Primera, con 35 encuentros y 6 goles, que le permitieron ser convocado por la selección española.
Temporada 2012-13
La temporada comenzó, una vez más con Beñat en el punto de mira de varios equipos, siendo el VfL Wolfsburgo y el Athletic Club dos de los clubes que mostraron un mayor interés. Finalmente, Beñat continuó en el Real Betis, y aunque su temporada no es tan buena, consiguió alcanzar unas estadísticas notables, destacando las 7 asistencias y los 4 goles que firma en los 34 partidos que disputa, siendo titular en 33 de ellos. Marcó dos goles de falta directa ante Getafe y RCD Mallorca y, también, anotó el gol de la victoria ante el Real Madrid. El trabajo de Beñat y el buen año de todo el equipo, en términos generales, llevaron al Betis a la séptima plaza de la Liga BBVA.

### Vuelta a casa: Athletic Club
El 26 de junio de 2013, el Athletic Club hizo oficial el fichaje de Beñat hasta 2018. El precio del fichaje se estimó en 8'5 millones más 0'5 en variables. La temporada de regreso a casa no fue positiva, aunque marcó en el partido inaugural del nuevo estadio de San Mamés, disputado el 16 de septiembre de 2013 ante el Celta. El equipo consiguió la cuarta plaza y el pase a la Liga de Campeones de la UEFA tras más de quince años de ausencia. Su primera temporada se tradujo en 27 partidos disputados, 3 asistencias y solo un gol.
En su segunda temporada, Beñat recuperó la titularidad gracias a su mejoría física. Disputó 44 partidos, casi todos como titular. En Liga dio dos asistencias y anotó dos goles de falta directa.  En Liga de Campeones dio otras dos asistencias, una de ellas sirvió para obtener la primera victoria fuera de casa desde 1956. En Liga Europa dio dos asistencias en los dos partidos que disputó ante el Torino. Además, disputó la final de la Copa del Rey 2014-15 frente al F. C. Barcelona el 30 de mayo que acabó en derrota por 3-1. 
Su tercera temporada comenzó obteniendo el título de campeón de la Supercopa de España 2015 al superar al FC Barcelona a doble partido. Terminó la temporada disputando 55 partidos, dando 5 asistencias en Liga, dos en Copa y 4 en Liga Europa. Además anotó tres goles de falta directa, dos de ellas en Liga Europa ante el Partizan. Su peor momento de la temporada fue cuando no pudo anotar en la tanda de penaltis disputada contra el Sevilla FC, correspondiente a la vuelta de cuartos de final de Liga Europa, pese a  ser el mejor jugador del encuentro y dar una asistencia que forzó la prórroga, su fallo acabó siendo determinante, ya que, gracias a él, el Sevilla FC pasaría de ronda y a la postre, sería el campeón de la competición.
El 4 de diciembre de 2016 anotó un magistral gol de falta ante el Eibar. Era la 10.ª falta directa que anotaba en Primera División -6 de ellas con el Betis-, lo que le convirtió en el mejor lanzador de faltas nacional en Primera División por delante de Fran Yeste en el siglo XXI. Finalizó su cuarta temporada con 39 partidos, 2 goles y 6 asistencias. El 6 de noviembre de 2017, tras varios meses con problemas físicos, fue operado de pubalgia por la Dra. Muschaweck. El 26 de enero de 2018 disputó su partido 200 en Primera División.
El 27 de abril de 2019 marcó de falta directa en el derbi ante el Deportivo Alavés, logrando así su undécimo gol a balón parado en Primera División.

### Macarthur FC
El 13 de noviembre de 2020, tras varios meses sin equipo, firmó por el Macarthur Football Club de la A-League australiana. El 30 de diciembre marcó el primer gol del club australiano en la máxima categoría frente al Western Sydney (0-1). El 29 de junio anunció su retirada como futbolista en un comunicado conjunto con Markel Susaeta.

### Goles de falta directa como profesional
| Partidos en los que ha marcado de falta directa. | Partidos en los que ha marcado de falta directa. | Partidos en los que ha marcado de falta directa. | Partidos en los que ha marcado de falta directa. | Partidos en los que ha marcado de falta directa. | Partidos en los que ha marcado de falta directa. |
| N.º                                              | Fecha                                            | Partido                                          | Goles                                            | Resultado                                        | Competición                                      |
| ------------------------------------------------ | ------------------------------------------------ | ------------------------------------------------ | ------------------------------------------------ | ------------------------------------------------ | ------------------------------------------------ |
| 1                                                | 11 de septiembre de 2010                         | Elche CF - Real Betis                            | Gol                                              | 0 - 2                                            | Segunda División 2010-11                         |
| 2                                                | 29 de mayo de 2011                               | AD Alcorcón - Real Betis                         | Gol                                              | 3 - 3                                            | Segunda División 2010-11                         |
| 3                                                | 18 de septiembre de 2011                         | Athletic Club - Real Betis                       | Gol                                              | 2 - 3                                            | Primera División 2011-12                         |
| 4                                                | 21 de enero de 2012                              | Real Betis - Sevilla FC                          | Gol                                              | 1 - 1                                            | Primera División 2011-12                         |
| 5                                                | 2 de mayo de 2012                                | Sevilla FC - Real Betis                          | Gol · Gol                                        | 1 - 2                                            | Primera División 2011-12                         |
| 6                                                | 5 de noviembre de 2012                           | Getafe CF - Real Betis                           | Gol                                              | 2 - 4                                            | Primera División 2012-13                         |
| 7                                                | 22 de diciembre de 2012                          | Real Betis - RCD Mallorca                        | Gol                                              | 1 - 2                                            | Primera División 2012-13                         |
| 8                                                | 29 de noviembre de 2014                          | Getafe CF - Athletic Club                        | Gol                                              | 1 - 2                                            | Primera División 2014-15                         |
| 9                                                | 23 de mayo de 2015                               | Athletic Club - Villarreal CF                    | Gol                                              | 4 - 0                                            | Primera División 2014-15                         |
| 10                                               | 22 de octubre de 2015                            | Partizan de Belgrado - Athletic Club             | Gol                                              | 0 - 2                                            | Liga Europa 2015-16                              |
| 11                                               | 5 de noviembre de 2015                           | Athletic Club - Partizan de Belgrado             | Gol                                              | 5 - 1                                            | Liga Europa 2015-16                              |
| 12                                               | 6 de marzo de 2016                               | Sporting de Gijón - Athletic Club                | Gol                                              | 0 - 2                                            | Primera División 2015-16                         |
| 13                                               | 4 de diciembre de 2016                           | Athletic Club - SD Eibar                         | Gol                                              | 3 - 1                                            | Primera División 2016-17                         |
| 14                                               | 28 de noviembre de 2018                          | Athletic Club - SD Huesca                        | Gol                                              | 4 - 0                                            | Copa del Rey 2018-19                             |
| 15                                               | 27 de abril de 2019                              | Athletic Club - Deportivo Alavés                 | Gol                                              | 1 - 1                                            | Primera División 2018-19                         |

## Selección española
Beñat disputó cinco encuentros con la selección sub-17. Como anécdota, jugaba de defensa central junto a Piqué y no pudo acudir al Europeo sub-17 de 2004 debido a las malas notas.
Debutó con la selección española, el 26 de mayo de 2012, en un amistoso previo a la Eurocopa 2012 frente a la selección serbia, donde el conjunto español ganó 2-0.
Su segundo amistoso con la selección, esta vez como titular, lo jugó frente a selección de Corea del Sur el 30 de mayo de 2012 donde ganó por 4-1. Por su parte, Beñat fraguó un gran partido, convirtiéndose en el gran protagonista y mejor jugador del partido. Disputó dos amistosos más completos con la Selección; en septiembre ante Arabia Saudita y en noviembre ante Panamá.

## Clubes
- Actualizado al último partido jugado el 6 de mayo de 2021.[30]

| Club                     | País      | Año       | Partidos | Goles |
| ------------------------ | --------- | --------- | -------- | ----- |
| C. D. Basconia           | España    | 2004-2005 | 21       | 3     |
| Bilbao Athletic          | España    | 2005-2008 | 75       | 5     |
| Athletic Club            | España    | 2006-2008 | 1        | 0     |
| U. B. Conquense (cedido) | España    | 2008-2009 | 35       | 7     |
| Real Betis "B"           | España    | 2009-2010 | 34       | 3     |
| Real Betis Balompié      | España    | 2010-2013 | 118      | 15    |
| Athletic Club            | España    | 2013-2020 | 241      | 11    |
| Macarthur F. C.          | Australia | 2020-2021 | 24       | 1     |
| Total                    | Total     | Total     | 549      | 45    |

## Palmarés

### Campeonatos nacionales
| Título                     | Club          | País   | Año  |
| -------------------------- | ------------- | ------ | ---- |
| Segunda División de España | Real Betis    | España | 2011 |
| Supercopa de España        | Athletic Club | España | 2015 |